# Frédéric Döhl
Frédéric Döhl (* 1978 in Clausthal-Zellerfeld) ist ein deutscher Musikwissenschaftler und Jurist.

## Leben
Döhl studierte von 1998 bis 2004 Musikwissenschaft und Jura an der Freien Universität Berlin. Von 2007 bis 2014 war er wissenschaftlicher Mitarbeiter im DFG-Sonderforschungsbereich Ästhetische Erfahrung im Zeichen der Entgrenzung der Künste. Während dieser Zeit promovierte er 2008 bei Albrecht Riethmüller im Fach Musikwissenschaft mit einer Arbeit über die Entstehung der Barbershop Harmony und habilitierte 2015 mit einer Arbeit Sampling (Musik) und Urheberrecht am Beispiel von audiovisuellen Mashups. 2022 promovierte er zudem in Rechtswissenschaft an der Universität Hamburg bei Marion Albers zur Urheberrechtsreform 2021.
Von 2015 bis 2019 wirkte er als wissenschaftlicher Mitarbeiter am Lehrstuhl für Musikjournalismus der Technischen Universität Dortmund. Von 2016 bis 2018 arbeitete er hierneben an der Deutsche Hochschule für Gesundheit und Sport in Berlin als Professor für Popularkultur, -medien und -musikproduktion. Seit 2015 lehrt er zudem als Privatdozent am Institut für Theaterwissenschaft der Freien Universität Berlin. Seit 2018 ist er Strategiereferent für Digitale Transformation bei der Generaldirektion der Deutschen Nationalbibliothek. In dieser Funktion war er u. a. Hauptautor des Strategiepapiers Kulturen im digitalen Wandel. Perspektiven des Bundes für Vermittlung, Vernetzung und Verständigung der Bundesregierung, herausgegeben durch die Beauftragte der Bundesregierung für Kultur und Medien.

## Schriften (Auswahl)

### Bücher
- „… that old barbershop sound“. Die Entstehung einer Tradition amerikanischer A-cappella-Musik (= Beihefte zum Archiv für Musikwissenschaft. Band 65). Franz Steiner Verlag, Stuttgart 2009, ISBN 978-3-515-09354-5.
- André Previn. Musikalische Vielseitigkeit und ästhetische Erfahrung. Franz Steiner Verlag, Stuttgart 2012, ISBN 978-3-515-10078-6.
- mit Daniel Martin Feige, Thomas Hilgers und Fiona McGovern: Konturen des Kunstwerks. Zur Frage von Relevanz und Kontingenz. Wilhelm Fink Verlag, Paderborn 2013, ISBN 978-3-7705-5456-0.
- mit Renate Wöhrer: Zitieren, Appropriieren, Samplen. Referenzielle Verfahren in den Gegenwartskünsten. transcript, Bielefeld 2014, ISBN 978-3-8376-2330-7.
- mit Hanno Berger und Thomas Morsch: Prekäre Genres. Zur Ästhetik peripherer, apokrypher und liminaler Gattungen. transcript, Bielefeld 2015, ISBN 978-3-8376-2930-9.
- mit Daniel Martin Feige: Musik und Narration. transcript, Bielefeld 2015, ISBN 978-3-8376-2730-5.
- mit Gregor Herzfeld: „In Search of the Great American Opera“. Tendenzen des amerikanischen Musiktheaters. Waxmann, Münster 2016, ISBN 978-3-8309-3124-9.
- Mashup in der Musik. Fremdreferenzielles Komponieren, Sound Sampling und Urheberrecht. transcript, Bielefeld 2016, ISBN 978-3-8376-3542-3.
- mit Albrecht Riethmüller: Musik aus zweiter Hand. Beiträge zur kompositorischen Autorschaft. Laaber, Laaber 2017, ISBN 978-3-89007-889-2.
- Musikgeschichte ohne Markennamen. Soziologie und Ästhetik des Klavierquintetts (= Musik und Klangkultur. Band 26). transcript, Bielefeld 2019, ISBN 978-3-8376-4183-7 Open Access PDF | Spotify Playlist
- mit Daniel Jürgens und Robin Mishra: Kulturen im digitalen Wandel. Perspektiven des Bundes für Vermittlung, Vernetzung und Verständigung. Bundesregierung, Berlin 2021.
- Zwischen Pastiche und Zitat. Die Urheberrechtsreform 2021 und ihre Konsequenzen für die künstlerische Kreativität. transcript, Bielefeld 2022, ISBN 978-3-8376-6248-1.
- Jazz 1959. Kleine und große Geschichten aus einem goldenen Jahr. transcript, Bielefeld 2024, ISBN 978-3-8394-5816-7 Open Access PDF | Spotify Playlist